# Carl Boone
Carl George Boone, dit Buddy Boone, (né le 11 septembre 1932 à Kirkland Lake, dans la province de l'Ontario, au Canada — mort le 1er septembre 1986) est un joueur professionnel canadien de hockey sur glace qui évoluait au poste d'ailier droit.

## Biographie
Boone naît à Kirkland Lake en Ontario le 11 septembre 1932. Après avoir joué en junior pour les Teepees de Saint Catharines, il joue sa première saison professionnelle dans la Ligue américaine de hockey en 1952. Il joue pour la première fois dans la Ligue nationale de hockey lors des séries éliminatoires 1957 avec les Bruins de Boston où il marque un but. La saison suivante, il participe à 34 matches de saison régulière et ne marque que cinq buts et huit points, en raison d'un rôle d'attaquant défensif. Après sept saisons en ligues mineures, au cours desquels il est récompensé deux fois par une sélection dans les équipes d'étoiles, il est réclamé par les Rangers de New York lors d'un repêchage inter-ligues en juin 1965 mais ne joue jamais avec l'équipe qui l'échange aux Blades de Los Angeles de la Western Hockey League contre Gord Vejprava en novembre de la même année. Sa carrière prend fin à la suite d'une blessure au genou survenue en février 1970. Il retourne ensuite vivre à Kirkland Lake et meur tle 1er septembre 1986 à 53 ans.

## Statistiques

### Joueur
| Saison     | Équipe                      | Ligue      |    | Saison régulière | Saison régulière | Saison régulière | Saison régulière | Saison régulière |   | Séries éliminatoires | Séries éliminatoires | Séries éliminatoires | Séries éliminatoires | Séries éliminatoires |
| Saison     | Équipe                      | Ligue      | PJ | B                | A                | Pts              | Pun              | PJ               | B | A                    | Pts                  | Pun                  |                      |                      |
| 1949-1950  | Teepees de Saint Catharines | OHA        | 45 | 13               | 17               | 30               | 75               | 5                | 4 | 1                    | 5                    | 10                   |                      |                      |
| 1950-1951  | Teepees de Saint Catharines | OHA        | 53 | 28               | 27               | 55               | 94               | 9                | 7 | 4                    | 11                   | 8                    |                      |                      |
| 1951-1952  | Teepees de Saint Catharines | OHA        | 45 | 43               | 23               | 66               | 38               | 14               | 8 | 4                    | 12                   | 4                    |                      |                      |
| 1952-1953  | Flyers de Saint-Louis       | LAH        | 64 | 13               | 26               | 39               | 20               | -                | - | -                    | -                    | -                    |                      |                      |
| 1953-1954  | Flyers d'Edmonton           | WHL        | 28 | 3                | 5                | 8                | 22               | -                | - | -                    | -                    | -                    |                      |                      |
| 1953-1954  | As de Québec                | LHQ        | 35 | 6                | 14               | 20               | 57               | 16               | 8 | 8                    | 16                   | 18                   |                      |                      |
| 1954-1955  | Indians de Springfield      | LAH        | 63 | 30               | 31               | 61               | 38               | 4                | 2 | 0                    | 2                    | 0                    |                      |                      |
| 1955-1956  | Indians de Springfield      | LAH        | 31 | 11               | 12               | 23               | 24               | -                | - | -                    | -                    | -                    |                      |                      |
| 1956-1957  | Indians de Springfield      | LAH        | 57 | 24               | 22               | 46               | 45               | -                | - | -                    | -                    | -                    |                      |                      |
| 1956-1957  | Bruins de Boston            | LNH        | -  | -                | -                | -                | -                | 10               | 1 | 0                    | 1                    | 14                   |                      |                      |
| 1957-1958  | Bruins de Boston            | LNH        | 34 | 5                | 3                | 8                | 28               | 12               | 1 | 1                    | 2                    | 13                   |                      |                      |
| 1957-1958  | Indians de Springfield      | LAH        | 33 | 13               | 16               | 29               | 34               | -                | - | -                    | -                    | -                    |                      |                      |
| 1958-1959  | Reds de Providence          | LAH        | 28 | 7                | 10               | 17               | 16               | -                | - | -                    | -                    | -                    |                      |                      |
| 1958-1959  | As de Québec                | LHQ        | 20 | 5                | 6                | 11               | 14               |                  |   |                      |                      |                      |                      |                      |
| 1959-1960  | Frontenacs de Kingston      | EPHL       | 69 | 25               | 29               | 54               | 33               | -                | - | -                    | -                    | -                    |                      |                      |
| 1960-1961  | Frontenacs de Kingston      | EPHL       | 51 | 24               | 23               | 47               | 26               | -                | - | -                    | -                    | -                    |                      |                      |
| 1960-1961  | Warriors de Winnipeg        | WHL        | 13 | 7                | 7                | 14               | 10               | -                | - | -                    | -                    | -                    |                      |                      |
| 1961-1962  | Seals de San Francisco      | WHL        | 62 | 30               | 27               | 57               | 22               | 2                | 0 | 0                    | 0                    | 0                    |                      |                      |
| 1962-1963  | Canucks de Vancouver        | WHL        | 69 | 44               | 36               | 80               | 24               | 7                | 3 | 0                    | 3                    | 4                    |                      |                      |
| 1963-1964  | Canucks de Vancouver        | WHL        | 66 | 38               | 25               | 63               | 18               | -                | - | -                    | -                    | -                    |                      |                      |
| 1964-1965  | Canucks de Vancouver        | WHL        | 54 | 22               | 24               | 46               | 29               | 5                | 2 | 0                    | 2                    | 2                    |                      |                      |
| 1965-1966  | Blades de Los Angeles       | WHL        | 58 | 17               | 19               | 36               | 6                | -                | - | -                    | -                    | -                    |                      |                      |
| 1966-1967  | Blades de Los Angeles       | WHL        | 45 | 14               | 13               | 27               | 16               | -                | - | -                    | -                    | -                    |                      |                      |
| 1968-1969  | Oak Leafs de Des Moines     | LIH        | 59 | 20               | 22               | 42               | 20               | -                | - | -                    | -                    | -                    |                      |                      |
| 1969-1970  | Oak Leafs de Des Moines     | LIH        | 8  | 1                | 1                | 2                | 2                | -                | - | -                    | -                    | -                    |                      |                      |
| Totaux LNH | Totaux LNH                  | Totaux LNH | 34 | 5                | 3                | 8                | 28               | 22               | 2 | 1                    | 3                    | 27                   |                      |                      |

### Entraîneur
| Saison    | Équipe                  | Ligue |    | PJ | V  | D  | N             |  | Séries éliminatoires |
| 1968-1969 | Oak Leafs de Des Moines | LIH   | 72 | 21 | 41 | 10 | Non qualifiés |  |                      |

## Récompenses
- Première équipe d'étoiles de la WHL : 1963
- Deuxième équipe d'étoiles de la WHL : 1964